# Русалка (газета)
«Руса́лка: Письмо́ для краса́вицъ» — галицко-русская газета, которая издавалась для женщин в 1868—1870 во Львове (Австро-Венгрия, ныне Украина). Выходила дважды в месяц. Издатель и редактор Северин Шехович. Печаталась на язычии. В «Русалке» публиковались художественные произведения, лирические поэзии, подавалась светская хроника, полезные советы по ведению хозяйства, печатались заметки о других народах, сообщалось о положении женщин в Англии и Германии, о намерение львовянок создать высшее женское учебное заведение. Вышло 24 номера.